# Manuel Lorenzo Pardo
Manuel Lorenzo Pardo (Madrid, 5 de marzo de 1881-Fuenterrabía, 26 de agosto de 1953) fue un ingeniero, político, fotógrafo y escritor español. Doctor Ingeniero de Caminos, Canales y Puertos, fue el gran impulsor, fundador y primer director técnico de la Confederación Hidrográfica del Ebro.

## Biografía
Nieto de farmacéutico e hijo de médico.
En Madrid realizó sus estudios de Ingeniería de Caminos, Canales y Puertos y se licenció en 1903. Sus primeros empleos fueron en Barcelona. Luego trabajó en Madrid con Torres Quevedo. Trabajó en el Canal de Aragón y Cataluña.
En 1906 ingresó en la División Hidráulica del Ebro. Entre sus importantes obras de esta etapa cabe destacar el Embalse del Ebro, cuyo proyecto fue presentado en 1916 en 20 tomos.
En 1924 fue presidente de la Sociedad Construcción y Decoración.
En 1926 se creó por Real Decreto de 5 de marzo la Confederación Sindical Hidrográfica del Ebro, actual Confederación Hidrográfica del Ebro, de la que Manuel Lorenzo Pardo fue su fundador y primer Director Técnico (hoy presidente).  Era un organismo autónomo del Estado tanto en lo económico como en su gobierno ya que posibilitaba la participación de los regantes.
Fue muy activo en la publicidad y propaganda con la que se ganó las simpatías de los regantes potenciales, los políticos y la opinión pública. Participó en numerosas asambleas comarcales y conferencias. Su idea principal era que la Confederación era un organismo democrático en el que los usuarios del agua defendían sus intereses, multiplicaban sus posibilidades, creaban riqueza y cooperaban.

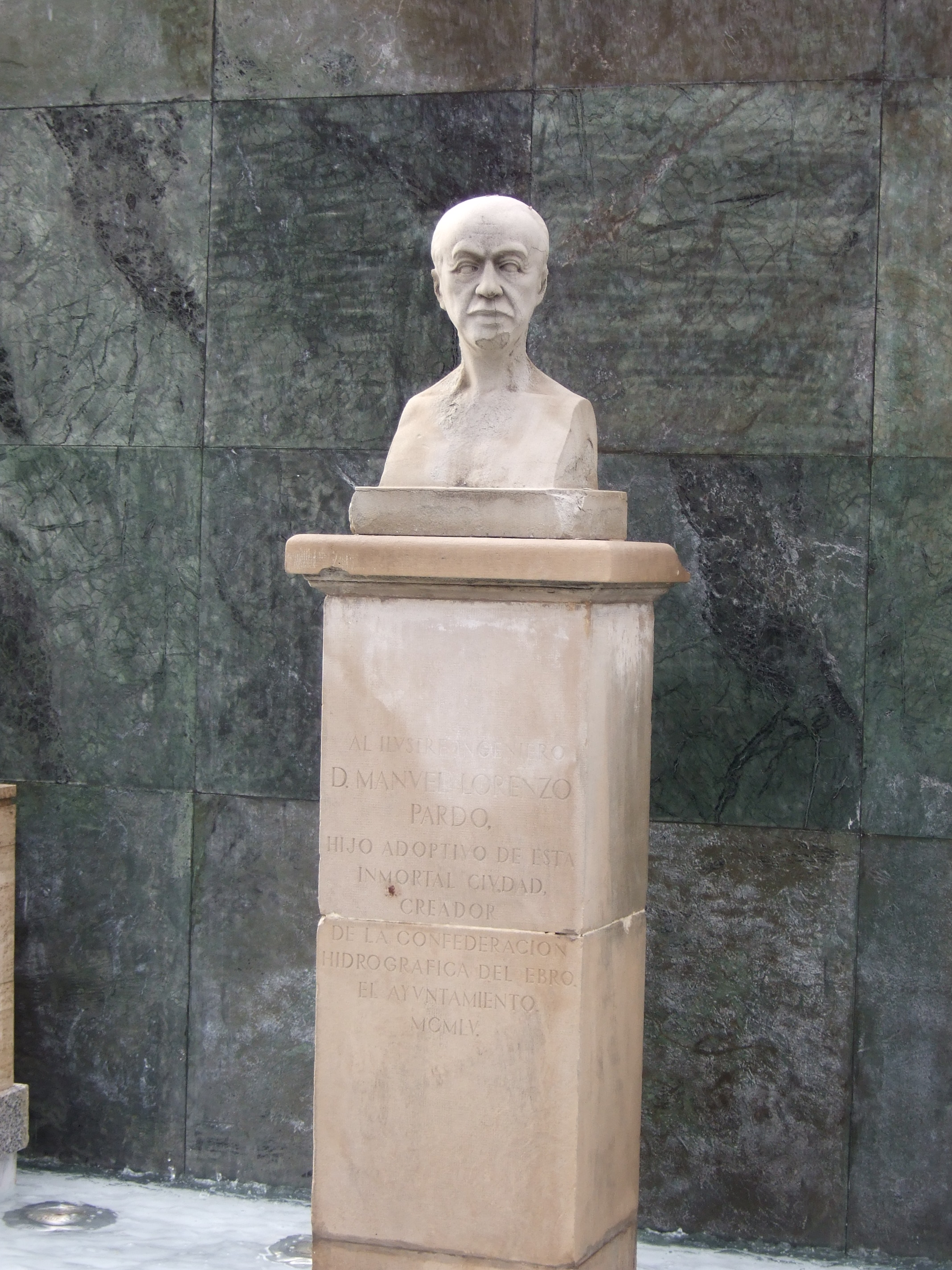
Busto de Manuel Lorenzo Pardo en Zaragoza

Desde julio de 1927 y dentro de esa labor de difusión participó en la revista oficial mensual Confederación Sindical Hidrográfica del Ebro.
En 1931 el gobierno de la República reestructuró las confederaciones hidrográficas (entre ellas, la del Ebro), que pasan a denominarse mancomunidades hidrográficas. Manuel Lorenzo Pardo fue destituido por Álvaro de Albornoz, ministro de Fomento del nuevo régimen, al frente de la Confederación/Mancomunidad del Ebro y sustituido por Félix de los Ríos (reemplazado a su vez en marzo de 1936 por Nicolás Liria Almor). En 1932 la Mancomunidad Hidrográfica del Ebro pasó a llamarse Delegación de Servicios Hidráulicos del Ebro y en 1934 volvió a llamarse Confederación Hidrográfica del Ebro.
En 1932 fue nombrado director del Centro de Estudios Hidrográficos por Indalecio Prieto (nuevo ministro de Obras Públicas de la República), con la misión de elaborar el Plan Nacional de Obras Hidráulicas. Este plan fue presentado a las Cortes en mayo de 1933, no siendo aprobado por la caída del gabinete de Azaña en septiembre del mismo año. Incluía estudios climáticos, hidrográficos, económicos, y planeaba la realización de obras de puesta de riego y embalses a largo plazo (25 años). Traía consigo además la novedad de incluir los trasvases entre cuencas (Trasvase Tajo-Segura) para incrementar la producción hortofrutícola en la costa mediterránea, frente a la vocación atlántica y cerealista del Plan Gasset (1902). Incluyó numerosas presas que se fueron construyendo en las décadas posteriores: el llamado Plan Peña franquista de 1939 se basó en el Plan de 1933 de Lorenzo Pardo.
Antes de la guerra civil española fue elegido diputado a Cortes por Las Palmas.
Durante la guerra civil estuvo un año y medio refugiado en la embajada de Chile y más tarde en Francia.
Fue director general de Obras Hidráulicas durante la dictadura de Primo de Rivera y durante Segunda República Española, a nombramiento del ministro radical Rafael Guerra del Río, desde el 16 de septiembre de 1933 hasta finales de año.
Durante su vida se dedicó con éxito a otras actividades como la fotografía, creando la Real Sociedad Fotográfica de Zaragoza.
Se casó con María Blanc Jiménez. Fruto de este matrimonio nacieron sus cinco hijos: el también ingeniero de caminos Manuel Lorenzo Blanc, José María, Luis, Jesús y María, condesa de Bugallal.

## Reconocimientos
En 1927 fue nombrado hijo adoptivo de Zaragoza.
El 2 de junio de 1935 fue nombrado hijo predilecto de Gelsa (Zaragoza)
Un busto de Manuel Lorenzo Pardo en la ciudad de Zaragoza a orillas del Ebro (junto a la Lonja), donde existe también una calle con su nombre. Además hay una avenida dedicada en Fuentes de Ebro (Zaragoza). 
Muy relacionado con la localidad zaragozana de Gelsa (Zaragoza), su abuela materna nació en Gelsa, tiene dedicada una calle en esta localidad.
El 2 de agosto de 2025, recibió un homenaje en Gelsa (Zaragoza) con el descubrimiento de una placa conmemorativa en la fachada de la casa que fue de sus abuelos. El acto contó con la presencia de un nieto de D. Manuel Lorenzo Pardo.

## Galería

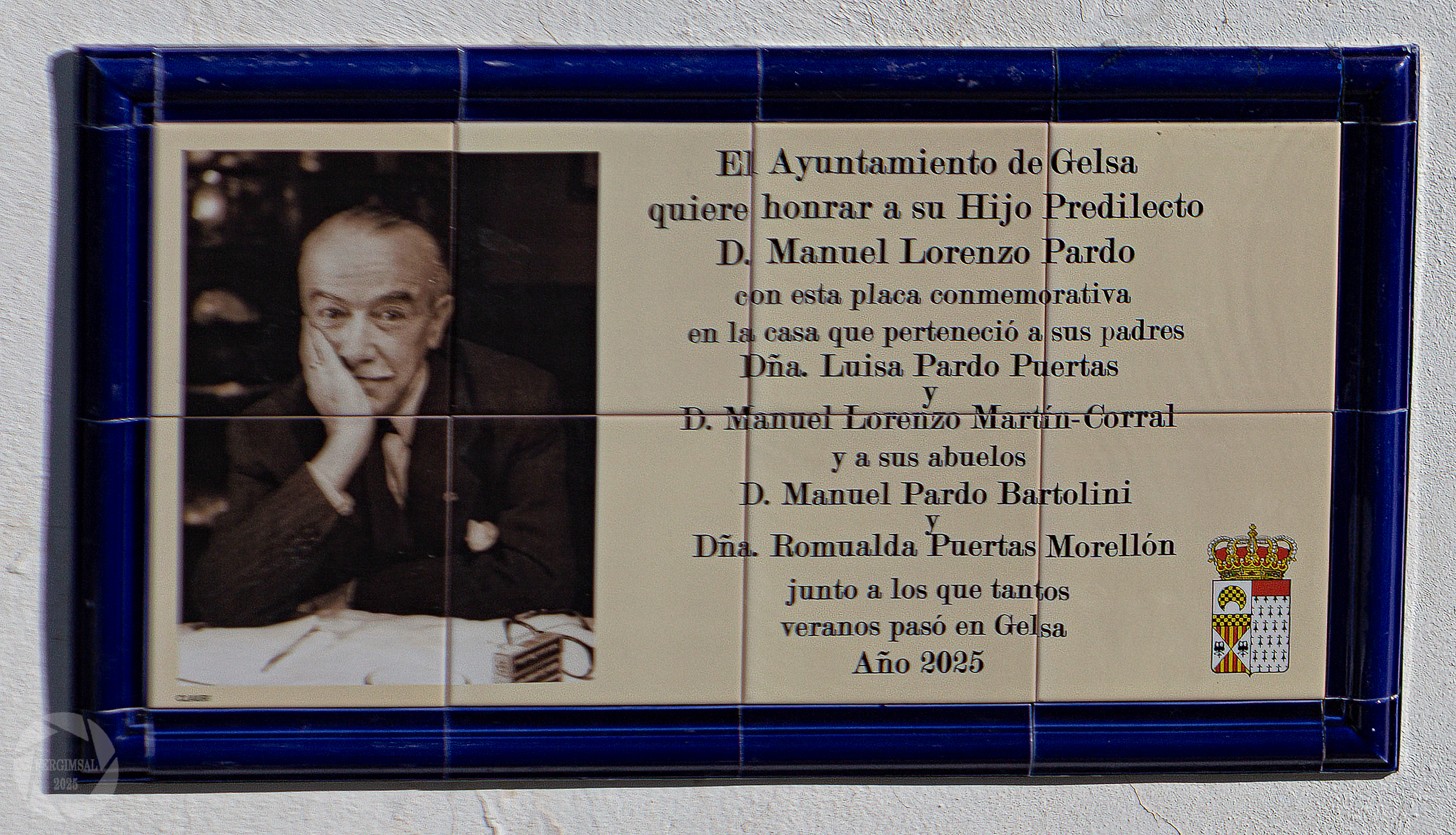
Placa conmemorativa a D. Manuel Lorenzo Pardo en la localidad zaragozana de Gelsa.jpg

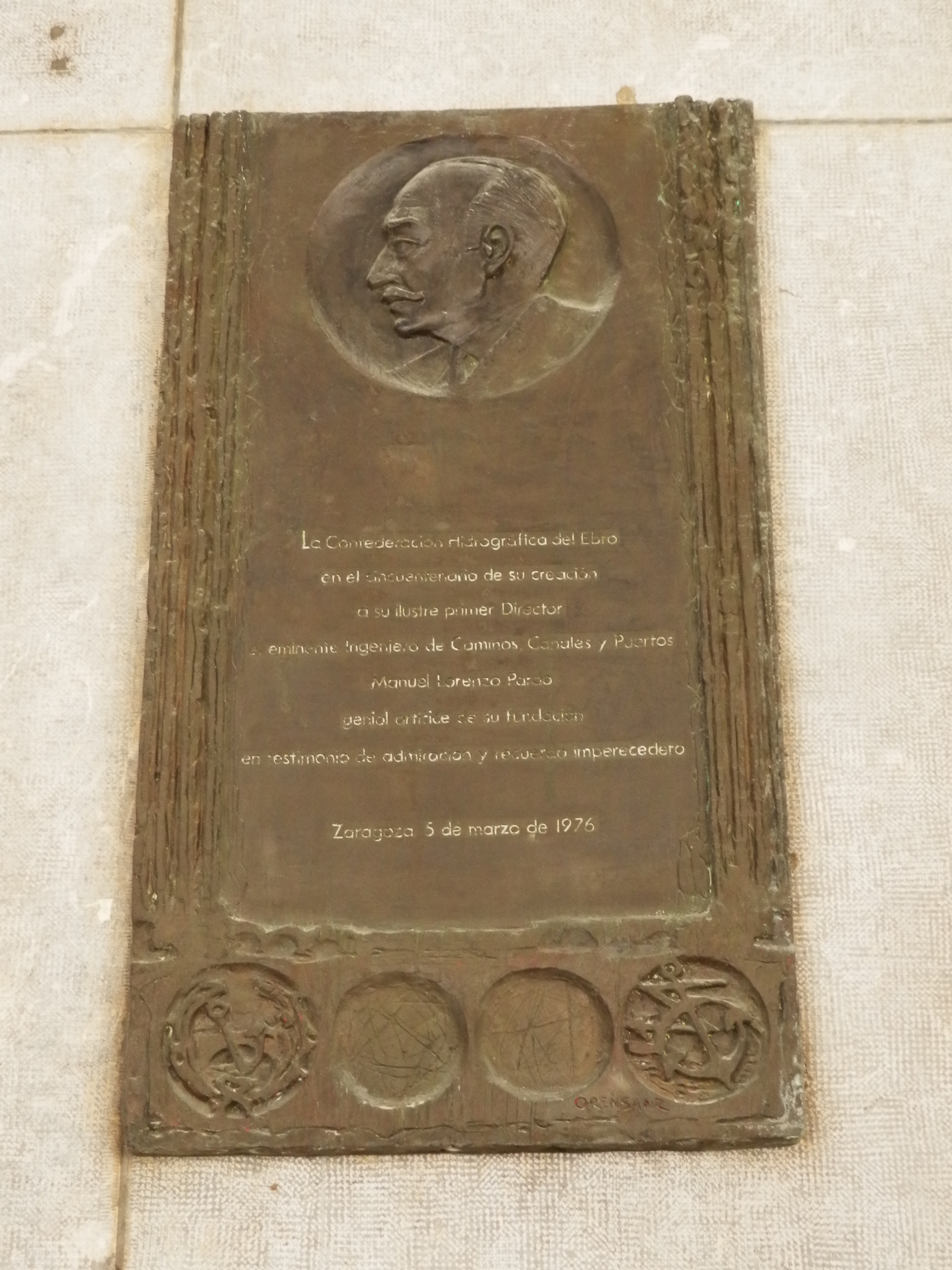
Placa de agradecimiento a Manuel Lorenzo Pardo en la sede de la CHE.
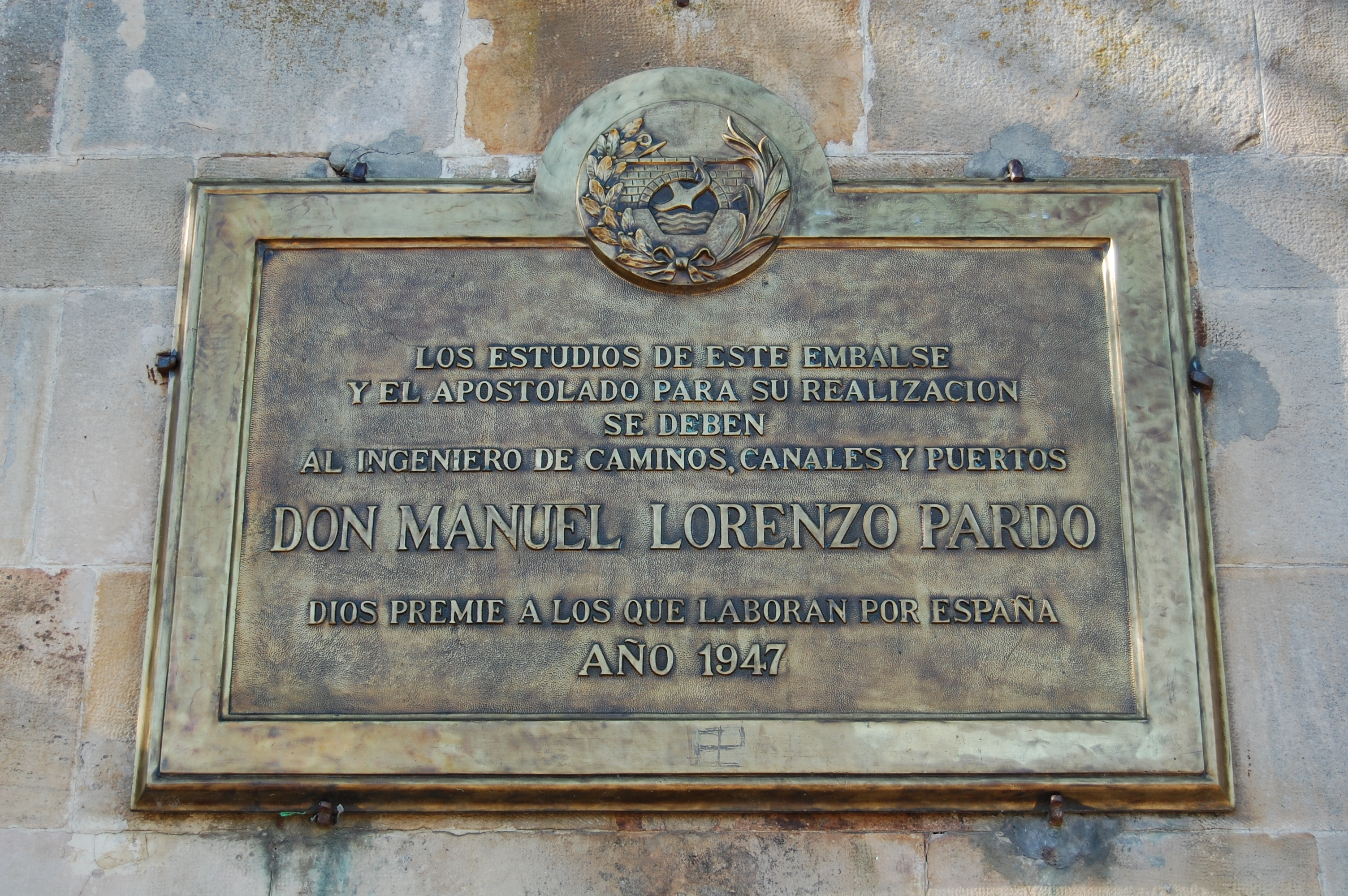
Placa que recuerda los trabajos de Lorenzo Pardo en el diseño y construcción del embalse del Ebro.